# Scopula subpectinata
Scopula subpectinata är en fjärilsart som beskrevs av Louis Beethoven Prout 1915. Scopula subpectinata ingår i släktet Scopula och familjen mätare. Inga underarter finns listade.